# Hulja
Hulja (oude Duitse naam: Huljel of Huljal) is een plaats in de Estlandse gemeente Kadrina, provincie Lääne-Virumaa. De plaats telt 466 inwoners (2021) en heeft de status van groter dorp of ‘vlek’ (Estisch: alevik). Hulja ligt halverwege tussen Kadrina, de hoofdplaats van de gemeente, en Rakvere, de hoofdstad van de provincie.

## Geschiedenis
Hulja werd voor het eerst vermeld in 1241, het bijbehorende landgoed in 1518. Het landgoed behoorde toe aan de Duits-Baltische familie von Dellingshausen. Het landhuis, gebouwd in 1775, bestaat nog, maar staat leeg.
Een groot bedrijf in Hulja is de Aru Grupp, die ramen, deuren, trappen en geprefabriceerde huizen produceert.

## Foto's

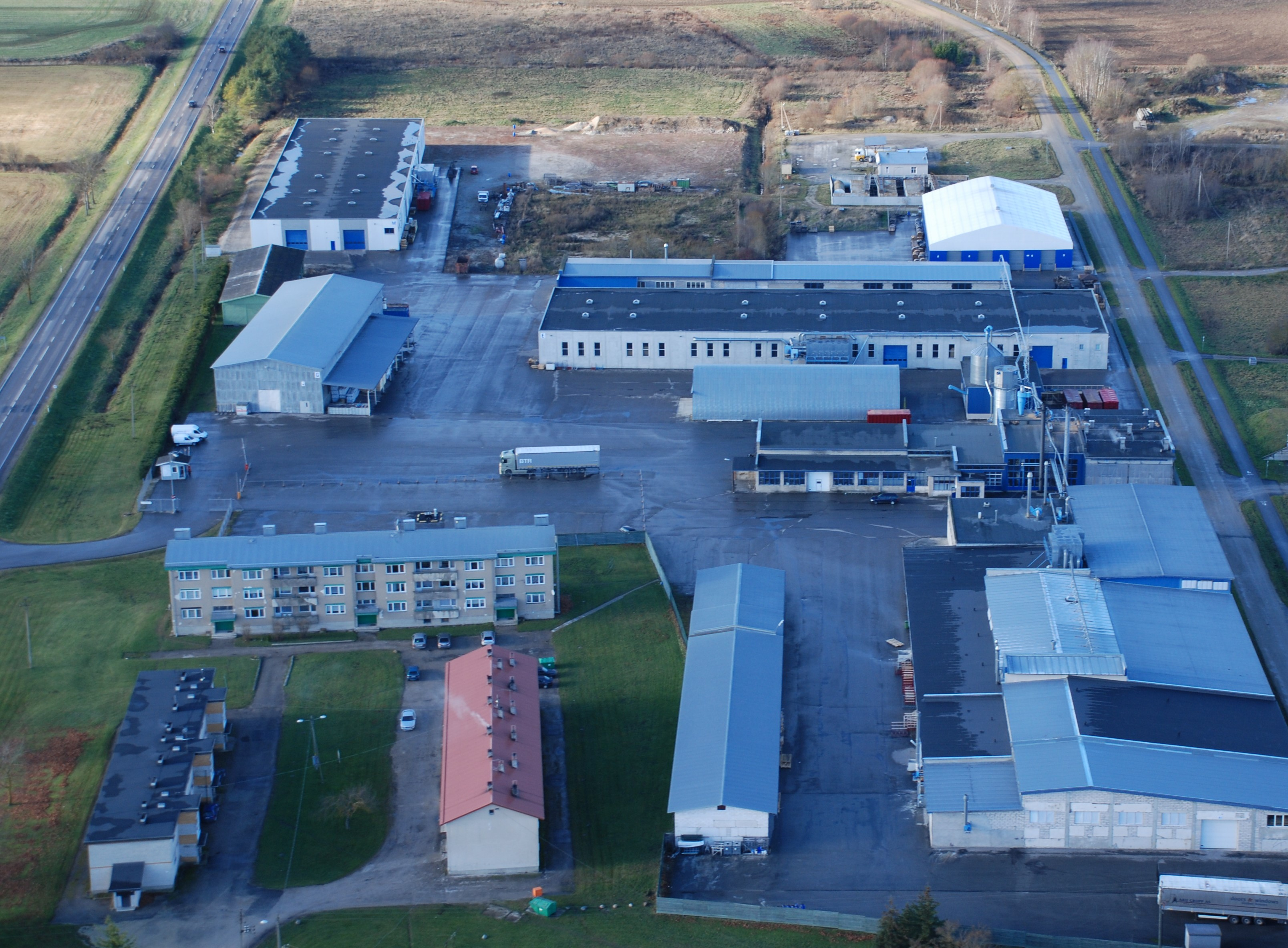
Fabriekscomplex van de Aru Grupp
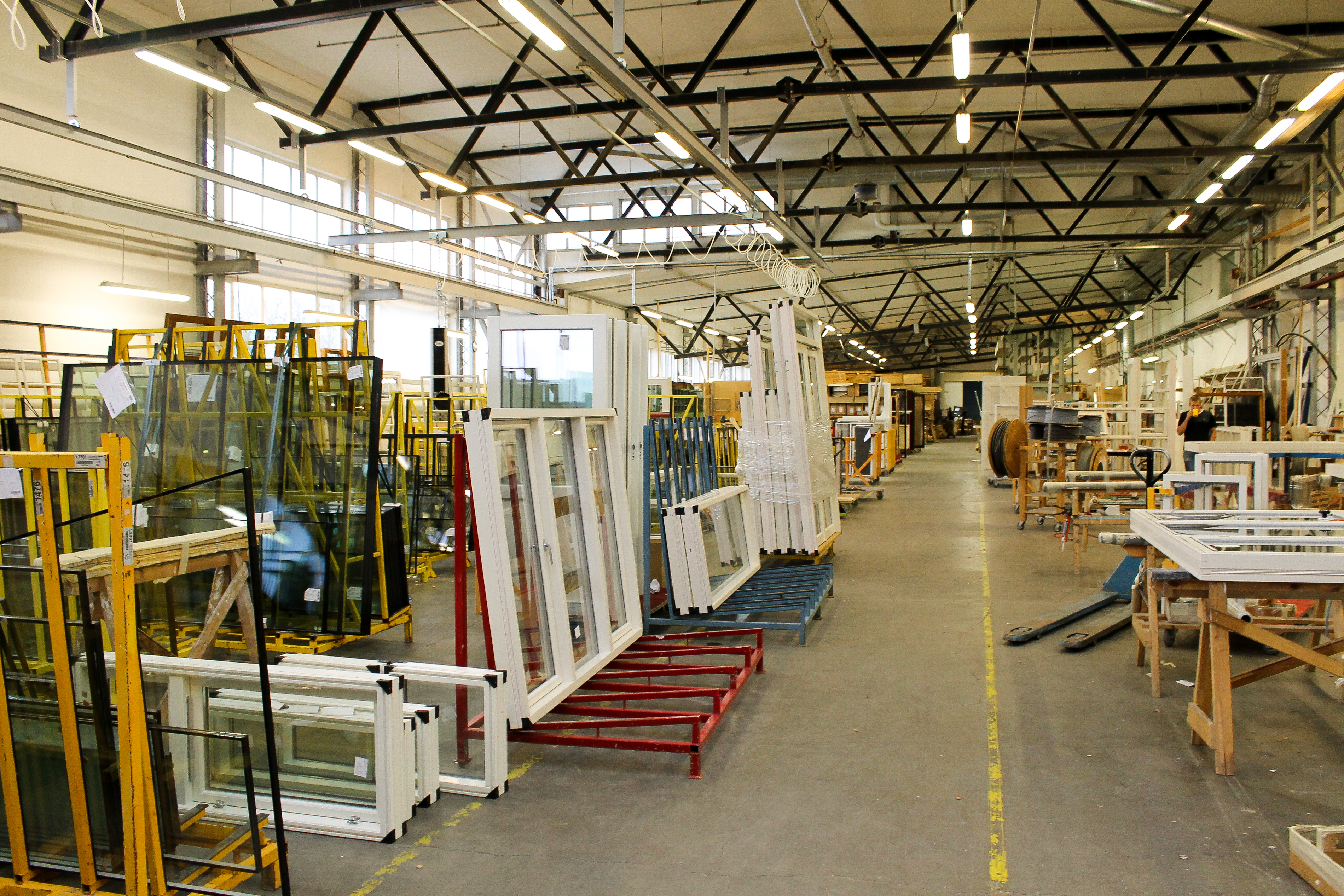
Fabriekshal van de Aru Grupp